# باشگاه فوتبال یونیورسیداد شیلی
باشگاه فوتبال یونیورسیداد شیلی (انگلیسی: Club Universidad de Chile) یک باشگاه فوتبال در شهر سانتیاگو شیلی است.
این باشگاه در سال ۱۹۲۷ تأسیس شده‌است.

## افتخارات

### داخلی
- لیگ ملی فوتبال شیلی
  - قهرمان (۱۷): ۱۹۴۰، ۱۹۵۹، ۱۹۶۲، ۱۹۶۴، ۱۹۶۵، ۱۹۶۷، ۱۹۶۹، ۱۹۹۴، ۱۹۹۵، ۱۹۹۹، ۲۰۰۰، ۲۰۰۴-A, ۲۰۰۹-A, ۲۰۱۱-A, ۲۰۱۱-C, ۲۰۱۲-A, ۲۰۱۴-A
- سری بی فوتبال شیلی: ۱
  - قهرمان (۱): ۱۹۸۹
- جام حذفی فوتبال شیلی
  - قهرمان (۴): ۱۹۷۹، ۱۹۹۸، ۲۰۰۰، ۲۰۱۲–۱۳